# City Star Airlines
City Star Airlines war eine schottische virtuelle Fluggesellschaft mit Sitz in Aberdeen. Ihr Flugbetrieb wurde von der isländischen Schwestergesellschaft Landsflug durchgeführt.

## Geschichte
City Star Airlines wurde 2004 gegründet. Sie war eine britische Schwestergesellschaft der isländischen Landsflug, die im selben Jahr entstand. Beide Unternehmen gehörten der Stammgesellschaft Ice Hydra. Geschäftsführer der City Star Airlines war der Isländer Rúnar Fossádal Árnason. Die Betriebsaufnahme erfolgte am 28. März 2005 mit einer Dornier 328 auf der Route Aberdeen – Oslo. Die Maschine leaste City Star Airlines vom isländischen Schwesterunternehmen. Weitere Dornier 328-100 der Landsflug wurden anschließend angemietet und zur eigenen Flotte hinzugefügt.
Nachdem am 22. Juni 2006 eine Dornier 328-100 der City Star Airlines über die Landebahn des Flughafens Aberdeen hinausgeraten war, setzte die Gesellschaft den Betrieb für einen kurzen Zeitraum aus. Als eine Spätfolge des Zwischenfalls gab City Star Airlines am 10. Dezember 2007 die Einstellung einer Route und die Entlassung von 15 Mitarbeitern bekannt. Trotzdem plante man zum Januar 2008 mit einer Boeing 757 Verbindungen zwischen Aberdeen und Houston anbieten zu können. Die Maschine sollte in einer reinen Business Class Bestuhlung fliegen. Bereits am 22. Dezember wurden jedoch Verzögerungen in Bezug auf die Einführung der neuen Strecke bekanntgegeben, die schließlich in finanziellen Schwierigkeiten und der endgültigen Einstellung des Flugbetriebs am 30. Januar 2008 gipfelten.

## Flugziele
City Star Airlines bot Verbindungen zwischen Aberdeen und verschiedenen norwegischen Flughäfen an.

## Flotte

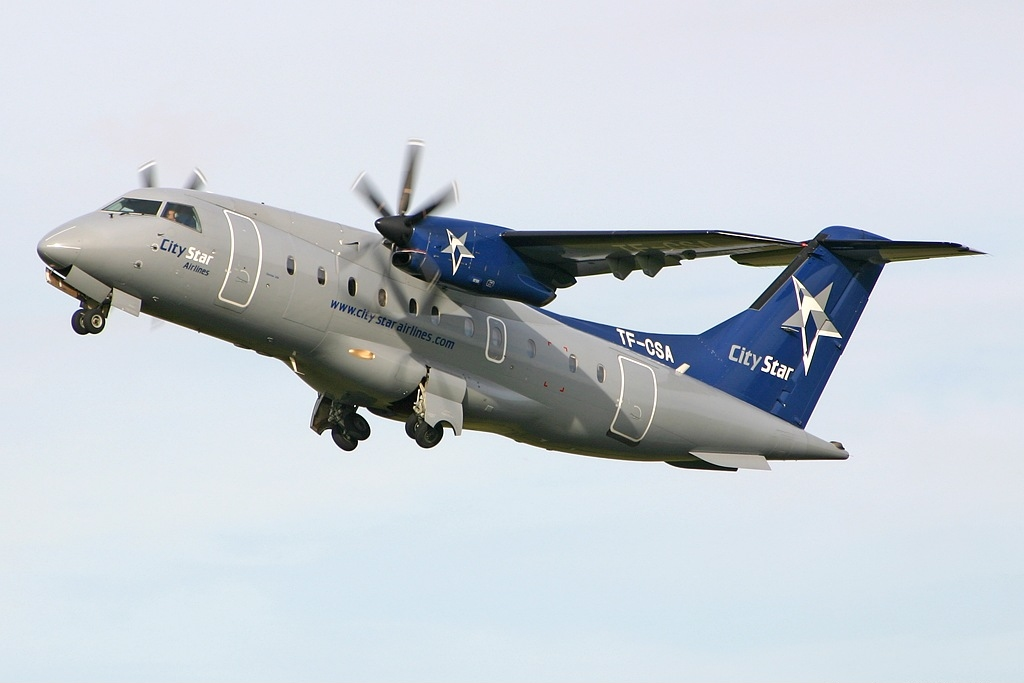
Dornier 328-100 der City Star Airlines

Zur Betriebseinstellung im Januar 2008 bestand die Flotte der City Star Airlines aus vier Dornier 328-100.

## Zwischenfälle
- Am 22. Juni 2006 geriet eine Dornier 328-100 der City Star Airlines während der Landung auf dem Flughafen Aberdeen über das Ende der Landebahn hinaus. Die 16 Passagiere und die dreiköpfige Besatzung konnten die Maschine ohne Verletzungen verlassen.[5]